# Port lotniczy Yantai-Laishan
Port lotniczy Yantai-Laishan (IATA: YNT, ICAO: ZSYT) – port lotniczy położony 15 km od Yantai, w prowincji Szantung, w Chińskiej Republice Ludowej.